# Leshak

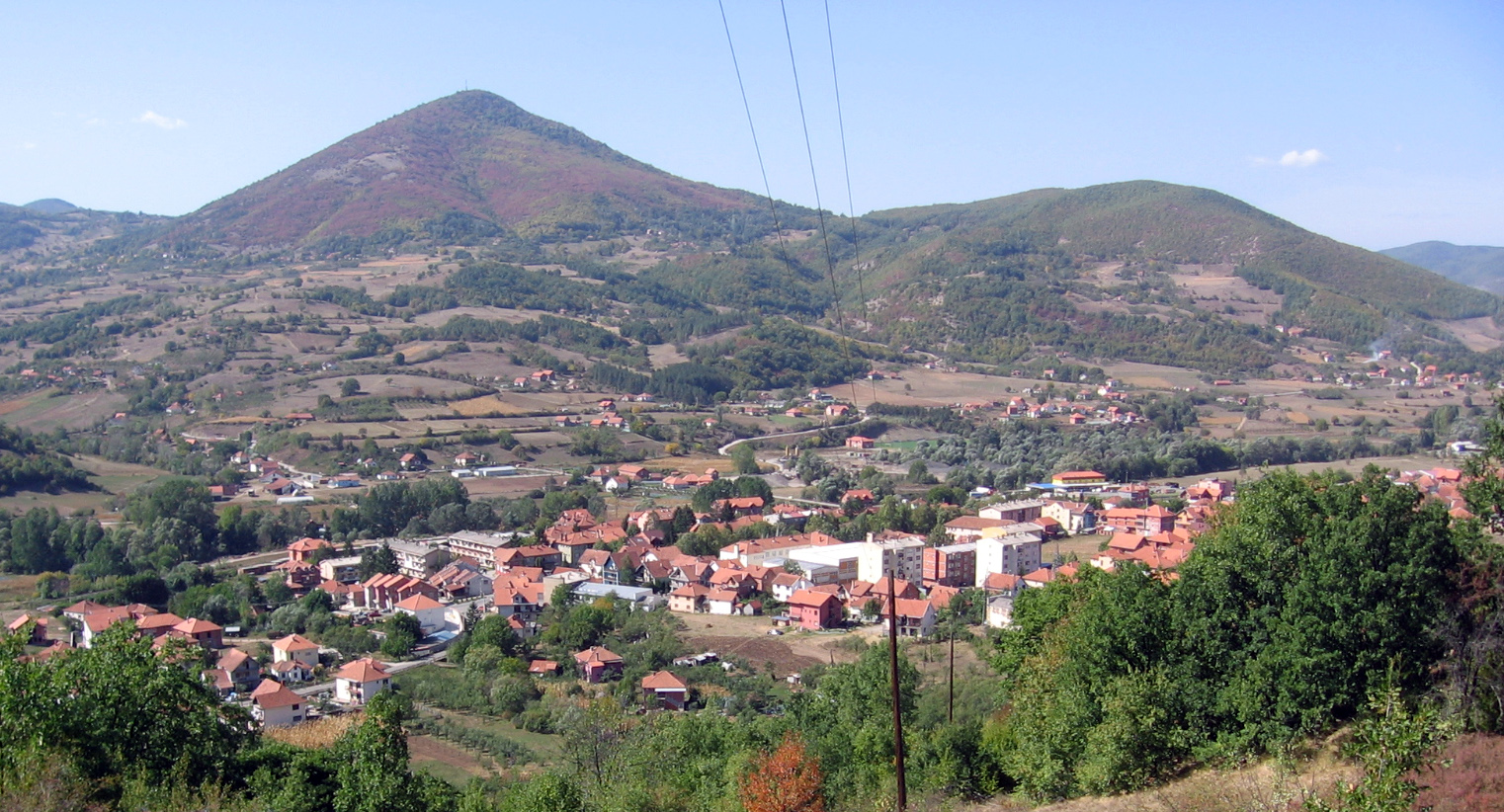
Leshak (2012)

Lešak (serbisch-kyrillisch Лешак, albanisch Leshak bzw. Leshaku) ist ein Dorf mit etwa 1800 Einwohnern. Es ist die zweitgrößte Ortschaft in der Gemeinde Leposavić im Nordkosovo. Lešak liegt am linken Ufer des Ibar und hat einen Bahnhof an der Bahnstrecke Kraljevo–Mitrovica, welche während des Kosovokrieges stillgelegt wurde und aufgrund der gegenwärtigen Spannungen in der Region nicht bedient wird.

## Belege
1. ↑  Tim Bespyatov: Kosovo censuses. In: Population statistics of Eastern Europe. Abgerufen am 29. Mai 2023 (serbokroatisch).